# João da Cunha Magalhães
João da Cunha Magalhães, primeiro e único barão de Águas Belas ComC • ComNSC (c. 1827 — Recife, 14 de janeiro de 1904) foi um comerciante e político brasileiro, ocupando em várias legislaturas o cargo de deputado.
Filho de João da Cunha Magalhães e de Alexandrina dos Santos Miranda Leal. Casou-se com Teresa de Jesus de Oliveira, baronesa consorte de Águas Belas.

## Títulos nobiliárquicos e honrarias
Foi comendador da Ordem de Cristo e da Ordem de Nossa Senhora da Conceição de Vila Viçosa.
Barão de Águas Belas
Título conferido por decreto imperial em 28 de agosto de 1877. Faz referência à localidade onde o nobre viveu durante grande parte de sua vida, Águas Belas.